# 수수꽃다리 (드라마)
《수수꽃다리》는 2006년 5월 20일에 MBC에서 방영한 베스트극장이다.

## 등장 인물

### 주요 인물
- 안연홍 : 차혜령(30대초) 역 - 이혼전문 변호사
- 박준혁 : 장성준(30대중) 역 - 전직 검사, 혜령의 남편

### 그 외 인물
- 김성준
- 인운경
- 이인철
- 김지혜
- 단강호